# 和倉インターチェンジ
和倉インターチェンジ（わくらインターチェンジ）は、石川県七尾市奥原町にある国道249号七尾田鶴浜バイパスのインターチェンジ。

## 概要
北陸自動車道からのと里山海道・徳田大津ジャンクション経由で和倉温泉へ向かう場合に、最も近いインターチェンジである。

## 道路
- 七尾田鶴浜バイパス

## 接続道路
- 石川県道47号七尾能登島公園線

## 周辺
- 和倉温泉駅
- 和倉温泉
- 能登島(能登島大橋経由)
- 石川県能登島ガラス美術館
- のとじま水族館

## 隣
七尾田鶴浜バイパス
高田IC - 和倉IC - 直津IC